# Evgenios Trivizas

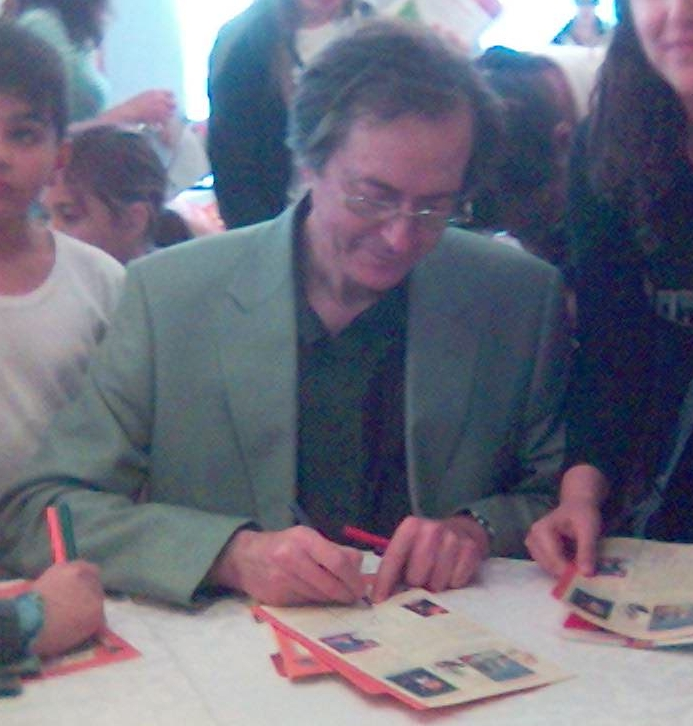
Evgenios Trivizas 2016

Evgenios Trivizas (griechisch Ευγένιος Τριβιζάς, englisch Eugene Trivizas, * 8. September 1946 in Athen) ist Autor von preisgekrönten Kinderbüchern und Professor der Kriminologie.

## Leben
Trivizas studierte Jura und Wirtschaft an der Universität Athen. Seine Karriere führte ihn nach England, wo er einen Masters of Laws an der University College erwarb. Seinen Doktor machte er in Kriminologie und Strafrecht an der London School of Economics and Political Science. Heute lehrt er Kriminologie als Professor an der University of Reading.
1997 gewann Trivizas einen Rechtsstreit gegen Coca-Cola. Die Getränkefirma wollte den Namen Fruitopia für ein Fruchtsaft-Getränk als Markenname in Griechenland registrieren lassen, ohne sein Einverständnis eingeholt zu haben, obwohl seine Comic-Serie mit dem gleichlautenden Namen Froutopia sowohl gedruckt als auch als Fernsehserie beim staatlichen Fernsehsender ERT schon in den 80er Jahren bekannt war. Vor dem griechischen Gericht siegte Trivizas, Coca-Cola durfte den Namen daraufhin nicht mehr verwenden.

## Werk
Trivizas hat über 100 Kinderbücher verfasst, die in zahlreiche Sprachen übersetzt wurden, unter anderem ins Englische, Französische, Deutsche, Schwedische, Spanische Italienische, Finnische, Niederländische, Dänische und Chinesische. Zu seinem Werk gehören Romane, Märchen, Erzählungen, Comics, Theaterstücke und Computerspiele für Kinder. Charakteristisch für sein Werk sind Humor, Sprachspiele, sprachliche Verdrehungen, Neuschöpfungen und Parodien, die er nutzt, um ernste Probleme der heutigen Gesellschaft zu beschreiben.
In vielen Ländern wurde sein Buch Die drei kleinen Wölfe und das große böse Schwein veröffentlicht. In dieser für Trivizas typischen und ungewöhnlichen Geschichte dreht er die aus dem englischen Märchen Die drei kleinen Schweinchen bekannten Rollen um: Die Opfer sind nun die kleinen Wölfe und der Täter ist das große böse Schwein, das sich aber am Ende mit den kleinen Wölfen befreundet, da diese auf die Idee gekommen sind, ihr Haus aus Blumen zu bauen.
Besonders bekannt wurde Trivizas mit dem Buch Die 88 kleinen gefüllten Weinblätter (Τα Ογδόντα Οχτώ Ντολμαδάκια), in dem er den lesenden Kindern eine aktive Rolle beim Entwickeln der Geschichte überlässt. Durch ein Verweissystem, das nach jeder Buchseite zwei Fortsetzungsvarianten vorschlägt, die auf jeweils anderen Buchseiten leiten, können die Kinder selbst über den Lauf der Geschichte entscheiden.

## Auszeichnungen
Trivizas wurde in Griechenland von der Akademie von Athen und dem Griechischen Schriftstellerverband ausgezeichnet. Ihm wurde für sein Buch Οι χελώνες του Βαρώνου (Die Schildkröten des Barons) 2003 der Griechische Schriftstellerpreis für Kinderliteratur (Ελληνικό Κρατικό Βραβείο Παιδικής Λογοτεχνίας) verliehen. Außerdem wurde ihm für sein Werk unter anderem der Parents Choice Amazing Accomplishment Award, der The Sheffields Children`s Book Award Commendation und der Arizona Library Association Young Readers Award gegeben.
2006 wurde er für den Hans-Christian-Andersen-Preis nominiert.
Sein interaktives E-Book mit dem Märchen Der Stängel der Kirsche (Το Κοτσάνι του Πετροκέρασου, Little Emily, the Cherry Stalk and the Eraser Bombs) erhielt 2015 in den USA den Kidscreen Award.

## Veröffentlichungen (Auswahl)

### Romane
- Το σεντούκι με τις πέντε κλειδαριές, 1993 (Die Truhe mit den fünf Schlössern)
- Οι πειρατές της καμινάδας, 1993 (Die Schornstein-Piraten)
- Η ζωγραφιά της Χριστίνας, 1993 (Christinas Zeichnung)
- Τα μαγικά μαξιλάρια, 1996 (Die Zauber-Kissen)
- Η τελευταία μαύρη γάτα, 2001 (Die letzte schwarze Katze)
- Η Δέσποινα και το περιστέρι, 2001
  - Despina und die Taube. Deutsch von Doris Wille, Athen, Verlag Ellinika Grammata, 2004. ISBN 960-406-782-6.
- Το γαϊδουράκι που γκάριζε, 2012 (Das Eselchen, das weidete)
- Ο χιονάνθρωπος και το κορίτσι, 2015 (Der Schneemann und das Mädchen)

### Erzählungen
- Ο ταξιδιώτης και η μαργαρίτα, 1996 (Der Reisende und die Margarite)
- Ο ερωτευμένος πυροσβέστης (για μεγάλους), 1992 (Der verliebte Feuerwehrmann (Erzählung für Erwachsene))
- Οι χελώνες του Βαρώνου, 2002 (Die Schildkröten des Barons)
- Ποιος έκανε πιπί στον Μισισιπή;, 2013 (Wer hat Pipi in den Mississippi gemacht?)

### Märchen
- Τα τρία μικρά λυκάκια, 1993
  - Die drei kleinen Wölfe und das große böse Schwein. Deutsch von Rolf Inhauser, Zeichnungen von Helen Oxenbury, Aarau - Frankfurt – Salzburg, Verlag Sauerländer, 1994. ISBN 3-7941-3701-9.
- Τα Ογδόντα Οχτώ Ντολμαδάκια, 1997 (Die 88 kleinen gefüllten Weinblätter)
- Τα 33 ροζ ρουμπίνια, 2003 (Die 33 rosa Rubine)
- Ένα χελιδόνι για την Ευρώπη, 2003 (Eine Schwalbe für Europa)
- Το λυπημένο αρκουδάκι, 2005 (Der traurige kleine Bär)

### Theaterstücke
- Το όνειρο του σκιάχτρου, 1984 (Der Traum der Vogelscheuche)
- Η Φρικαντέλα Frikadela
- Οι δραπέτες της σκακιέρας, 2009 (Die Schachbrett-Ausbrecher)
- Ο πεταλουδόσαυρος (Der Schmetterlingssaurier)
- Χίλιες και μία γάτες (Tausend und eine Katze)
- 12 παρα 12 (12 vor 12)

### Comics
- ΦΡΟΥΤΟΠΙΑ - ΤΟ ΠΡΩΤΟ ΤΑΞΙΔΙ (Σειρά Κόμικς με τον Πίκο Απίκο), 1987–1989 (Froutopia – die erste Reise, Comicserie mit Piko Apiko, 5 Bände)
- ΦΡΟΥΤΟΠΙΑ - ΤΟ ΔΕΥΤΕΡΟ ΤΑΞΙΔΙ (Σειρά Κόμικς με τον Πίκο Απίκο), 1992–1995 (Froutopia – die zweite Reise, 8 Bände)
- ΦΡΟΥΤΟΠΙΑ - ΤΟ ΤΡΙΤΟ ΤΑΞΙΔΙ (Σειρά Κόμικς με τον Πίκο Απίκο) (Froutopia – die dritte Reise, 37 Bände)